# Кумбисер
Кумбисер — деревня в Никольском районе Вологодской области.
Расстояние до районного центра Никольска по автодороге — 20 км, до центра муниципального образования Байдарово по прямой — 8 км. Ближайшие населённые пункты — Шалашнево, Захарово, Кривяцкое.

## Административное устройство
Находится в составе сельское поселение Никольское. Ранее входила в состав Байдаровского сельского поселения, с точки зрения административно-территориального деления — в Кумбисерский сельсовет. Законом Вологодской области от 25 июня 2015 года № 3690-ОЗ Байдаровское и ряд других сельских поселений были преобразованы путём их объединения в сельское поселение Никольское с административным центром в городе Никольске.

## Название
Название деревни Кумбисер происходит от местного гидронима, имеющего корни в одном из финно-угорских языков. Исследователи возводят название к сочетанию двух финно-угорских основ: первая часть, Кумби-, вероятно, связана с финским словом kumpu, означающим «пригорок», «бугор», а вторая часть, -сер, предположительно происходит от вепсских слов sarom, sorom, означающих «приток», «рукав», «небольшая речка». Таким образом, название Кумбисер, по-видимому, отражает характер окружающей местности – наличие холмов (пригорков) вблизи места слияния рек или речных рукавов.
Жителей деревни Кумбисер, а также бывшего Кумбисерского сельсовета, в окрестностях называли «турками» или «туркменами». Как следствие, саму деревню иногда называют Турцией.

## Языковые особенности
Деревня Кумбисер и окрестные населённые пункты относятся к зоне распространения севернорусских говоров. Местный говор деревни Кумбисер имеет ряд особенностей, отличающих его от речи жителей соседних населённых пунктов. Эти различия проявляются, в частности, в названиях повседневных предметов, причём, как отмечает Е.Д. Бондаренко, могут противопоставляться не только разные слова, но и фонетические варианты одного и того же слова. Например, слово «лестница» в Кумбисере называли «сходни», тогда как в соседнем Кривяцком использовали слово «скодни», а в деревне Займище – «кресты».

## Статистика

### 1914 год
Согласно исповедной ведомости Покровской Кумбесерской церкви Никольского уезда за 1914 год, в деревне Кумбисер проживал 551 человек: 281 мужчина и 270 женщин. Ведомость фиксирует 91 двор.

### 2002 год
По переписи 2002 года население — 120 человек (55 мужчин, 65 женщин). Преобладающая национальность — русские (98 %).

### 2010 год
По переписи 2010 года население — 77 человек (25 мужчин, 25 женщин). Преобладающая национальность — русские (98%).

## История

### Российская империя
Деревня находилась в 12 верстах от уездного города Никольска. До середины 1880-х годов жители Кумбисера, а также деревень Кривяцкое, Займище, Гари и Беляева починка (ныне Беляевка), относились к Халезскому Введенскому приходу, располагавшемуся на реке Юг. Однако из-за удалённости от приходской церкви жители этих пяти селений решили построить собственный храм. В мае 1872 года Епархиальное начальство разрешило строительство новой каменной церкви. 16 июля 1872 года было выбрано место для строительства – на распаханных кумбисерских пашнях, близ речки Кумбисер, в полутора верстах от деревни Кумбисер и в двух с половиной верстах от Займища. На выбранном месте установили крест и построили сараи для кирпича.
В 1887 году в Кумбисере был открыт самостоятельный приход при Покровской церкви (Указ Святейшего Синода от 17 марта 1887 года за №841). Каменное здание Покровской церкви было построено в 1885 году. Церковь имела престолы: главный — в честь Покрова Пресвятой Богородицы, а также престолы Трёх святителей, преподобного Серафима Саровского и Вознесения Господня. 28 сентября 1909 года состоялось освящение новосозданного холодного храма в честь Вознесения Господня.
Крестьянин деревни Георгий Баев сделал значительные пожертвования церкви: в 1895 году он пожертвовал киот к иконе Божией Матери Одигитрии, выписанной им со святой горы Афон, а в 1896 году – саму Афонскую икону Божией Матери Одигитрии с вызолоченным киотом. 28 сентября 1909 года был освящён новосозданный холодный храм в честь Вознесения Господня.
В конце XIX — начале XX века в деревне Кумбисер действовала школа, открытая вышедшим на пенсию никольским педагогом И. С. Кубасовым. Кубасов, имевший репутацию опытного педагога и администратора в сфере образования Никольского уезда, открыл школу в одной из деревенских изб и преподавал там бесплатно.
В этот же период, в ходе аграрных реформ, проводимых в Российской империи, крестьянам предоставлялось право выхода из общины и закрепления земли в частную собственность. Однако, как и многие крестьяне Вологодской губернии, жители Кумбисера не стремились к выходу из общины, предпочитая коллективный уклад жизни. Крестьянин деревни Кумбисер Семён Берёза так объяснял эту позицию: «В дворянской перчатке у каждого пальца свой чуланчик, а в мороз они зябнут: в крестьянской рукавице все они вместе и друг друга греют». Как отмечал Г.Н. Потанин, исследователь этнографии Никольского уезда, крестьяне видели преимущества общинного быта и старались удержать его, несмотря на внешние изменения.

### СССР
В период коллективизации 1929-1932 гг., некоторые жители Никольского района, в том числе и Кумбисерского сельсовета, подверглись репрессиям за сопротивление созданию колхозов. По данным И. В. Корепина, 21 житель деревни Кумбисер (из 35 репрессированных по Кумбисерскому сельсовету в целом) стал жертвой политических репрессий в этот период.
В 1938 году Покровская церковь была разрушена.
В годы Великой Отечественной войны жители Кумбисера и Кумбисерского сельсовета внесли вклад в победу своим трудом в тылу. В воскреснике 15 февраля 1942 года в Кумбисерском сельсовете участвовало 522 человека. Колхозы сельсовета демонстрировали высокие показатели в сельскохозяйственном производстве. К 9 июля 1941 года колхоз «Партизан» заготовил 230 тонн силоса (при плане 180 тонн) и скосил травы на площади, превышающей 200 га. Все колхозы Кумбисерского сельсовета к 18 июля 1941 года выполнили план силосования, заготовив 1360 тонн силосной массы. В 1942 году колхозы сельсовета перевыполнили план сева на 90 га и дополнительно засеяли 20 га в фонд обороны страны. Колхозы имени Стаханова Кумбисерского сельсовета занесены на Доску почета передовиков сельского хозяйства. Активное участие в колхозном труде принимали и пожилые жители. Так, 93-летний Т.С. Баев из колхоза «Колхозник Севера» постоянно просил работу у правления колхоза, несмотря на отказы.

### Российская Федерация
На месте разрушенной в 1938 году Покровской церкви, между деревнями Кумбисер и Займище, у дороги, напротив кладбища, в 2006 году была построена деревянная часовня Покрова Пресвятой Богородицы, на средства предпринимателей. Проект часовни разработал настоятель Казанского храма Димитрий Фомин. Первая служба в часовне состоялась 14 октября 2006 года, в праздник Покрова Пресвятой Богородицы.
В 2022 году для организованных групп туристов был разработан экскурсионный маршрут «Православные святыни и традиции ремесла Байдаровской волости», включающий посещение Кумбисера и соседних деревень. Поездка в Кумбисер обычно сопровождается дегустацией блюд никольской народной кухни. В меню — пироги на парном молоке с деревенским творогом, грибная окрошка и шти (щи) из заспы — перемолотого овса.